# Kakhaber Xuixanaixvili
Kakhaber Xuixanaixvili és un criminal georgià que compleix condemna de presó a perpetuitat a França, per haver encarregat el 2010 l'assassinat del membre d'un clan rival a Marsella. Xuixanaixvili va ser detingut el març de 2010 a Barcelona, on residia, en el marc de l'operació Java-Hayastán, com a membre destacat d'una de les branques de les màfies post-soviètiques que operen a tot Europa. Tot i que inicialment els mitjans de comunicació van referir-se als detinguts com a membres de la Màfia Russa, posteriorment aquest grup criminal ha estat més específicament anomenat com a Màfia Georgiana. Les investigacions situaven Kakhaber com a segon del seu germà Laixa Xuixanaixvili, cap màxim de l'organització. L'any 2016 l'Audiència Nacional el va condemnar a 20 anys de presó, i el 2017 el Tribunal Suprem va reduir la condemna a 15 anys. La seva condemna va incloure els delictes de blanqueig, conspiració per l'assassinat i temptativa d'estafa. El delicte de conspiració per a l'assassinat es va referir al pla per matar un membre d'una facció rival a Niça, que va ser avortada al gener del 2010 per la policia francesa. Posteriorment, un tribunal d'Ais de Provença va condemnar Kakhaber pel tercer intent, aquest cop reeixit, d'assassinat de Vladimir Janashia.